# أدولفو أي بيرش جونيور
أدولفو أي بيرش جونيور (بالإنجليزية: A. A. Birch, Jr.)‏ هو قاضي ومحامي أمريكي، ولد في 22 سبتمبر 1932 في واشنطن العاصمة في الولايات المتحدة، وتوفي في 25 أغسطس 2011 بسبب سرطان.